# Corea del Norte y las armas de destrucción masiva
Corea del Norte tiene un programa militar de armas nucleares  y, a partir de 2024, se estima que tendrá un arsenal de aproximadamente 50 armas nucleares y suficiente producción de material fisionable para seis a siete armas nucleares por año. El país también ha almacenado una cantidad significativa de armas químicas y biológicas. En 2003 se retiró del Tratado sobre la no proliferación de las armas nucleares (TNP). Desde 2006 ha llevado a cabo seis pruebas nucleares con niveles de especialización cada vez mayores, lo que ha motivado la imposición de sanciones.

## Historia
Corea del Norte mostró interés en desarrollar armas nucleares desde la década de 1950. El programa nuclear se remonta a aproximadamente 1962, cuando el país se comprometió a lo que llamó "fortalecimiento total", que fue el comienzo de la hipermilitarizada Corea del Norte de hoy.  En 1963, Corea del Norte pidió ayuda a la Unión Soviética para desarrollar armas nucleares, pero le fue rechazada. La Unión Soviética acordó ayudar al país a desarrollar un programa de energía nuclear pacífico, incluida la capacitación de científicos nucleares. Más tarde, China, después de sus pruebas nucleares, rechazó de manera similar las solicitudes de Corea del Norte de ayuda para el desarrollo de armas nucleares.
El programa de armas nucleares de Corea del Norte se remonta a la década de 1980. Centrada en los usos prácticos de la energía nuclear y en la finalización de un sistema de desarrollo de armas nucleares, comenzó a operar instalaciones para la fabricación y conversión de uranio y realizó pruebas de detonación de alto poder explosivo. En 1985 Corea del Norte ratificó el TNP pero no incluyó el acuerdo de salvaguardias requerido con el Organismo Internacional de Energía Atómica hasta 1992. A principios de 1993, al verificar la declaración inicial de Corea del Norte, el OIEA concluyó que había pruebas sólidas de que dicha declaración estaba incompleta. Cuando Corea del Norte rechazó la inspección especial solicitada, el OIEA informó de su incumplimiento al Consejo de Seguridad de las Naciones Unidas. En 1993, Corea del Norte anunció su retirada del TNP, pero suspendió dicha retirada antes de que entrara en vigor.
En virtud del Agreed Framework de 1994, el gobierno de Estados Unidos acordó facilitar el suministro de dos reactores de agua ligera a Corea del Norte a cambio de su desarme.  Se considera que estos reactores son "más resistentes a la proliferación que los reactores moderados por grafito de Corea del Norte", pero no "a prueba de proliferación". El Agreed Framework fue socavado por un congreso republicano durante la presidencia de Clinton, ya que el Congreso denunció el acuerdo con Corea del Norte, le impuso nuevas sanciones e impidió que la administración Clinton le proporcionara los suministros que eran parte del acuerdo. La implementación del Agreed Framework fracasó, y en 2002 éste se vino abajo, y cada parte culpó a la otra por su fracaso. En 2002, Pakistán admitió que Corea del Norte había obtenido acceso a su tecnología nuclear a finales de los años 1990.
Basándose en pruebas procedentes de Pakistán, Libia y múltiples declaraciones del gobierno de la RPDC, Estados Unidos acusó a Corea del Norte de incumplimiento y detuvo los envíos de petróleo; Corea del Norte afirmó posteriormente que su confesión pública de culpabilidad había sido deliberadamente malinterpretada. A finales de 2002, el Agreed Framework fue abandonado oficialmente.
En 2003, Corea del Norte anunció nuevamente su retirada del Tratado de No Proliferación Nuclear. En 2005, admitió tener armas nucleares, pero prometió cerrar el programa nuclear.
El 9 de octubre de 2006, Corea del Norte anunció que había realizado con éxito su primera prueba nuclear. Se detectó una explosión nuclear subterránea, cuya potencia se estimó en menos de un kilotón, y se detectó cierta emisión radiactiva.  El 6 de enero de 2007, el gobierno de Corea del Norte confirmó además que tenía armas nucleares.
El 17 de marzo de 2007, Corea del Norte informó a los delegados que participaban en las conversaciones nucleares internacionales que se estaba preparando para cerrar su principal instalación nuclear. El acuerdo se alcanzó tras una serie de conversaciones del Grupo de los Seis, en las que participaron Corea del Norte, Corea del Sur, China, Rusia, Japón y Estados Unidos, iniciadas en 2003. Según el acuerdo, se presentaría una lista de sus programas nucleares y se desactivaría la instalación nuclear a cambio de ayuda de combustible y conversaciones de normalización con Estados Unidos y Japón. Esto se retrasó desde abril debido a una disputa con los Estados Unidos sobre el Banco Delta Asia, pero el 14 de julio, los inspectores del Organismo Internacional de Energía Atómica confirmaron el cierre del reactor nuclear Yongbyon de Corea del Norte y, en consecuencia, Corea del Norte comenzó a recibir ayuda. Este acuerdo fracasó en 2009, tras el lanzamiento de un satélite norcoreano.
En abril de 2009, surgieron informes de que Corea del Norte se había convertido en una "potencia nuclear de pleno derecho", una opinión compartida por el director general del Organismo Internacional de Energía Atómica (OIEA), Mohamed el-Baradei. El 25 de mayo de 2009, Corea del Norte realizó una segunda prueba nuclear, que tuvo como resultado una explosión estimada entre 2 y 7 kilotones. Se cree que la prueba de 2009, al igual que la de 2006, ocurrió en Mantapsan, condado de Kilju, en la parte noreste de Corea del Norte. Esto fue detectado por un terremoto ocurrido en el lugar de la prueba.
En febrero de 2012, Corea del Norte anunció que suspendería el enriquecimiento de uranio en la Central Nuclear de Yongbyon y que no realizaría más pruebas de armas nucleares mientras continuaran las negociaciones productivas con los Estados Unidos. Este acuerdo incluía una moratoria sobre las pruebas de misiles de largo alcance. Además, Corea del Norte acordó permitir que los inspectores del OIEA supervisen las operaciones en Yongbyon. Estados Unidos reafirmó que no tenía intenciones hostiles hacia el país y estaba dispuesto a mejorar las relaciones bilaterales, y acordó enviarle ayuda alimentaria. Estados Unidos calificó la medida de "importante, aunque limitada", pero dijo que procedería con cautela y que las conversaciones se reanudarían sólo después de que Corea del Norte diera pasos hacia el cumplimiento de su promesa. Sin embargo, después de que Corea del Norte realizó una prueba de misil de largo alcance en abril de 2012, Estados Unidos decidió no continuar con la ayuda.
El 11 de febrero de 2013, el Servicio Geológico de Estados Unidos detectó una perturbación sísmica de magnitud 5,1,  que se informó que era una tercera prueba nuclear subterránea. Corea del Norte informó oficialmente que se trató de una prueba nuclear exitosa con una ojiva más ligera que produjo más fuerza que las anteriores, pero no reveló el rendimiento exacto. Varias fuentes surcoreanas estimaron el rendimiento en 6-9 kilotones, mientras que el Instituto Federal Alemán de Geociencias y Recursos Naturales lo estimó en 40 kilotones. Sin embargo, la estimación alemana ha sido revisada desde entonces a un rendimiento equivalente del 14 kilotones, cuando publicaron sus estimaciones en enero de 2016.
El 7 de febrero de 2016, aproximadamente un mes después de la supuesta prueba de la bomba de hidrógeno, Corea del Norte afirmó haber puesto un Kwangmyŏngsŏng-4 en órbita alrededor de la Tierra. El primer ministro japonés, Shinzō Abe, había advertido a Corea del Norte que no lanzara el cohete y que, si lo hacía y éste violaba territorio japonés, sería derribado. Sin embargo, Corea del Norte lanzó el cohete de todos modos, lo que provocó que Estados Unidos, Japón y Corea del Sur criticaran el lanzamiento. A pesar de las afirmaciones de Corea del Norte de que el cohete tenía fines pacíficos y científicos, fue duramente criticado por ser un intento de realizar una prueba de ICBM bajo la apariencia de un lanzamiento de satélite. China también criticó el lanzamiento, pero instó a "las partes pertinentes" a "abstenerse de tomar acciones que puedan aumentar aún más las tensiones en la península de Corea".
Una quinta prueba nuclear tuvo lugar el 9 de septiembre de 2016. El rendimiento de la prueba se considera el más alto entre las cinco pruebas realizadas hasta el momento, superando su récord anterior de 2013. El gobierno de Corea del Sur dijo que  fue de aproximadamente 10 kt a pesar de que otras fuentes sugieren un rendimiento 20 to 30 kt.  La misma fuente alemana que calculó todas las pruebas nucleares anteriores de Corea del Norte sugirió una estimación de un rendimiento de 25 kilotones.
Otras naciones y las Naciones Unidas han respondido al actual desarrollo nuclear y de misiles de Corea del Norte con una variedad de sanciones; el 2 de marzo de 2016, el Consejo de Seguridad de la ONU votó para imponer sanciones adicionales contra Corea del Norte.
En 2017, Corea del Norte realizó dos lanzamientos de prueba de misiles balísticos intercontinentales, el segundo de los cuales tenía alcance suficiente para llegar al territorio continental de Estados Unidos. En septiembre de 2017, el país anunció otra prueba "perfecta" de bomba de hidrógeno.
Hasta 2022, la posición política declarada de Corea del Norte fue que las armas nucleares "nunca serán abusadas ni utilizadas como medio para un ataque preventivo", pero si hay un "intento de recurrir a la fuerza militar contra nosotros", Corea del Norte podría usar su "fuerza ofensiva más poderosa de antemano para castigarlos". Esta no fue una política total de no primer uso. Esta política cambió en 2022 con una ley aprobada por la Asamblea Suprema del Pueblo, que establece que en caso de un ataque contra la alta dirección o el sistema de mando y control nuclear, se lanzarían automáticamente ataques nucleares contra el enemigo. Además, la nueva ley indica que si Kim Jong Un muriera, la autorización de los ataques nucleares pasaría a un funcionario de alto rango.

## Armas nucleares

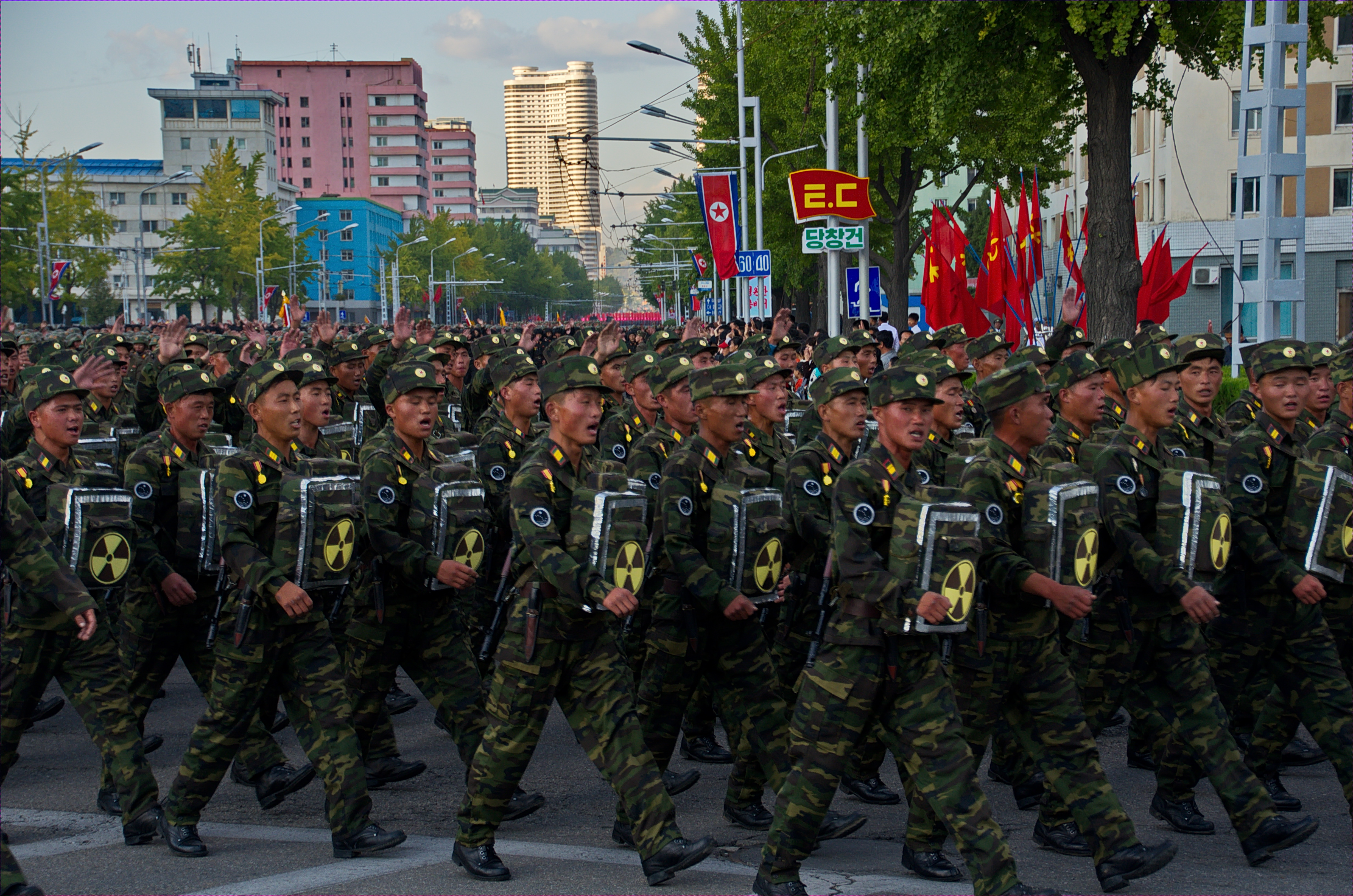
Desfile militar en Pyongyang, 2015, con soldados con equipamiento químico, biológico, radiológico y nuclear

La Agencia Telegráfica Central de Corea afirma que "Estados Unidos lleva mucho tiempo planteando amenazas nucleares a la RPDC" y que "Estados Unidos se vio dominado por la estúpida ambición de derrocar a la RPDC", por lo que "necesitaba una contramedida". Se sospecha que Corea del Norte mantiene un programa clandestino de desarrollo de armas nucleares desde principios de la década de 1980, cuando construyó un reactor nuclear Magnox productor de plutonio en Yongbyon. La comunidad internacional ha utilizado diversos medios diplomáticos para intentar limitar el programa nuclear de Corea del Norte a la generación de energía con fines pacíficos y para alentar a Corea del Norte a participar en tratados internacionales.
En mayo de 1992, la primera inspección del Organismo Internacional de Energía Atómica (OIEA) en Corea del Norte descubrió discrepancias que sugerían que el país había reprocesado más plutonio del declarado. El OIEA solicitó acceso a información adicional y a dos sitios de desechos nucleares en Yongbyon. Corea del Norte rechazó la solicitud del OIEA y anunció el 12 de marzo de 1993 su intención de retirarse del TNP.
En 1994, Corea del Norte se comprometió, en virtud del Agreed Framework con los Estados Unidos, a congelar sus programas de plutonio y desmantelar todos sus programas de armas nucleares a cambio de la normalización de las relaciones diplomáticas y varios tipos de asistencia, incluidos recursos para el suministro de energía alternativa.
En 2002, Estados Unidos creía que Corea del Norte estaba desarrollando tecnologías de enriquecimiento de uranio y de reprocesamiento de plutonio en contravención del acuerdo. Según se informa, Corea del Norte dijo en privado a diplomáticos estadounidenses que estaban en posesión de armas nucleares, citando como fuerza motivadora el fracaso de Estados Unidos en cumplir su propia parte del acuerdo. Posteriormente Corea del Norte "aclaró" que aún no poseía armas, pero que tenía "derecho" a poseerlas, a pesar del Agreed Framework. A finales de 2002 y principios de 2003, Corea del Norte comenzó a tomar medidas para expulsar a los inspectores del Organismo Internacional de Energía Atómica y redirigir las barras de combustible gastado para su uso en el reprocesamiento de plutonio con fines armamentísticos. Incluso a finales de 2003, Corea del Norte afirmó que congelaría su programa nuclear a cambio de concesiones estadounidenses adicionales, pero no se llegó a un acuerdo final. Corea del Norte se retiró del Tratado de No Proliferación Nuclear en 2003.

#### 2006
El 9 de octubre de 2006, Corea del Norte demostró sus capacidades nucleares con su primera prueba nuclear subterránea, detonando un dispositivo basado en plutonio con un rendimiento estimado de 0,2 a 1 kilotones.  La prueba se llevó a cabo en el sitio de pruebas nucleares de Punggye-ri, en la provincia de Hamgyong del Norte, y los funcionarios de inteligencia estadounidenses anunciaron más tarde que el análisis de los restos radiactivos en muestras de aire recogidas unos días después de la prueba confirmó que la explosión había tenido lugar. El Consejo de Seguridad de la ONU condenó la prueba y anunció la imposición de la Resolución 1718.

#### Consecuencias de la prueba nuclear de 2006
El 6 de enero de 2007, el gobierno de Corea del Norte confirmó además que tenía armas nucleares.
En febrero de 2007, tras el proceso de desarme del Diálogo de los Seis, Pyongyang acordó cerrar su principal reactor nuclear.  El 8 de octubre de 2008, el gobierno de Corea del Norte prohibió a los inspectores del Organismo Internacional de Energía Atómica realizar más inspecciones del sitio.

#### 2009
El 25 de abril de 2009, el gobierno de Corea del Norte anunció que se habían reactivado las instalaciones nucleares del país y que se había restablecido el reprocesamiento de combustible gastado para obtener plutonio apto para armas.
El 25 de mayo de 2009, Corea del Norte realizó su segunda prueba nuclear subterránea. El Servicio Geológico de Estados Unidos calculó su origen en la proximidad del lugar de la primera prueba nuclear. La prueba, estimada en 2 a 7 kilotones, fue más potente que la prueba anterior. Ese mismo día también se realizó con éxito una prueba de un misil de corto alcance.

#### 2010
En mayo de 2010, el gobierno de Corea del Norte afirmó haber realizado con éxito la fusión nuclear. Aunque la afirmación fue en gran medida desestimada en su momento, un análisis de radioisótopos realizado en 2012 sugirió que Corea del Norte podría haber realizado dos pruebas nucleares que involucraran fusión. El artículo fue recibido con escepticismo, ya que el análisis posterior de los datos sísmicos sugirió que no se realizaron pruebas. En 2014, un estudio que utilizó datos sísmicos encontró evidencia de pruebas nucleares pero un estudio de 2016 desestimó una vez más las afirmaciones sobre las mismas, sugiriendo que los datos sísmicos eran indicativos de un terremoto menor.

#### 2013

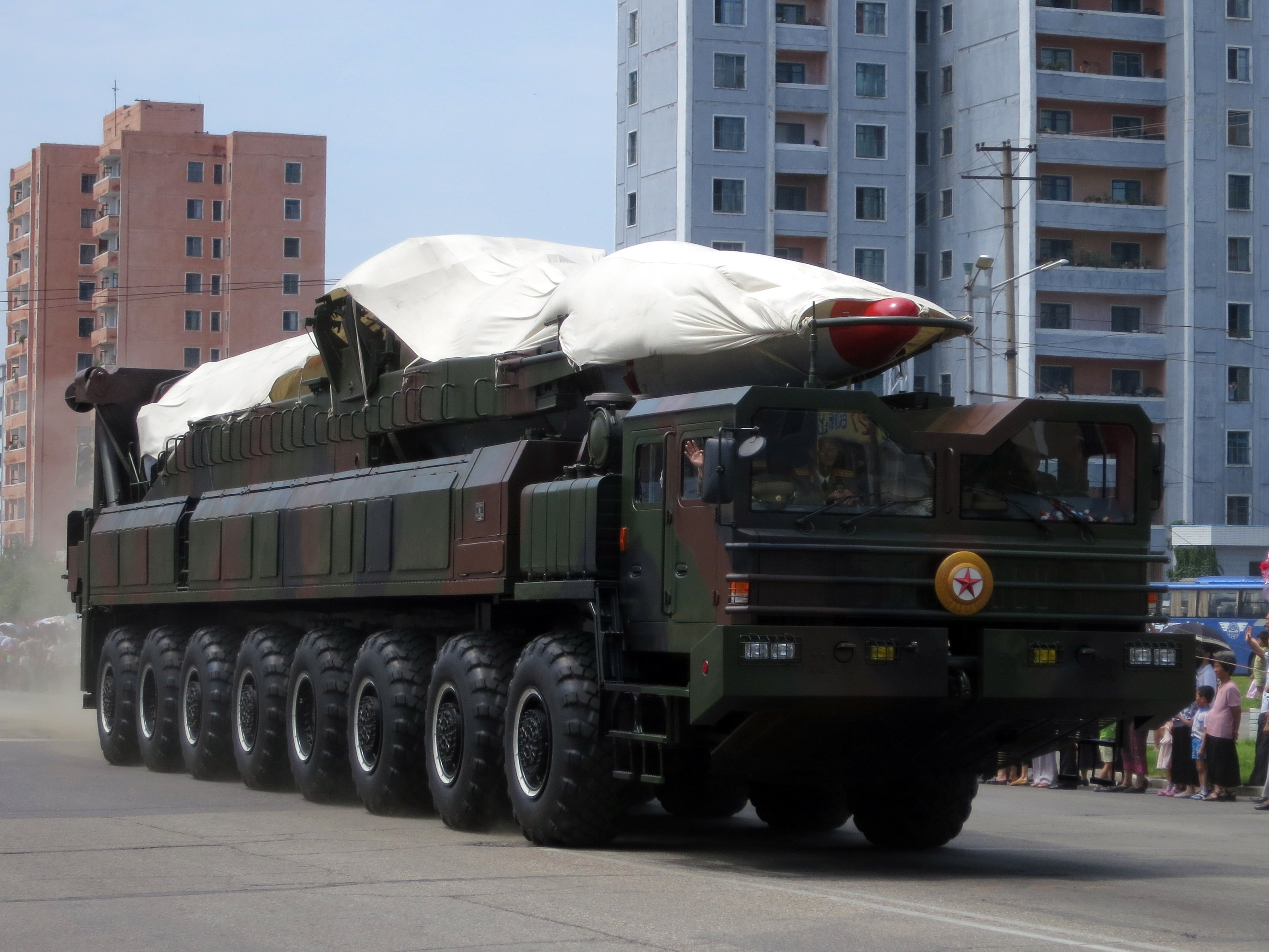
Un misil balístico de Corea del Norte

El 12 de febrero, los monitores en Asia detectaron una actividad sísmica inusual en una instalación de Corea del Norte a las 11:57 (02:57 GMT), que luego se determinó que era un terremoto artificial con una magnitud inicial de 4,9 (más tarde revisada a 5,1). Posteriormente, la Agencia Central de Noticias de Corea afirmó que el país había detonado un dispositivo nuclear miniaturizado con "mayor fuerza explosiva" en una prueba subterránea.  Según el Instituto Coreano de Geociencias y Recursos Minerales, el rendimiento estimado fue de 7,7 a 7,8 kilotones. Otros investigadores estiman que el rendimiento fue de 12,2 ± 3,8 kilotones.

#### Afirmación sobre la bomba de hidrógeno en diciembre de 2015
En diciembre de 2015, Kim Jong Un sugirió que el país tenía la capacidad de lanzar una bomba de hidrógeno, un dispositivo de considerablemente más potencia que las bombas atómicas convencionales utilizadas en pruebas anteriores. El comentario fue recibido con escepticismo por parte de la Casa Blanca y de los funcionarios surcoreanos.

#### 2016

##### Primera supuesta prueba de bomba de hidrógeno
El 7 de enero, después de los informes de un terremoto de magnitud 5,1 originado en el noreste de Corea del Norte a las 10:00:01 UTC+08:30, el régimen del país publicó declaraciones de que había probado con éxito una bomba de hidrógeno. Todavía está por demostrar si se trataba en realidad de una bomba de hidrógeno. Los expertos han puesto en duda esta afirmación. Un experto en espionaje surcoreano sugirió que podría haber sido una bomba atómica y no una bomba de hidrógeno. Expertos de varios países, incluida Corea del Sur, han expresado dudas sobre la supuesta tecnología debido al tamaño relativamente pequeño de la explosión. Expertos de varios países, incluida Corea del Sur, han expresado dudas sobre la tecnología utilizada debido al tamaño relativamente pequeño de la explosión. El analista de defensa Bruce W. Bennett, de la organización de investigación RAND, dijo a la BBC que "Kim Jong-un está mintiendo, diciendo que hicieron una prueba de hidrógeno cuando no fue así, que simplemente utilizaron un arma de fisión un poco más eficiente, o que la parte de hidrógeno de la prueba realmente no funcionó muy bien o que la parte de fisión no funcionó muy bien".

##### Primera explosión de prueba de una ojiva nuclear
El 9 de septiembre de 2016, los sismógrafos de los países vecinos detectaron un temblor sísmico de 5,3 grados, tras lo cual Corea del Norte confirmó que había realizado otra prueba nuclear. Corea del Norte afirmó que esta prueba le había permitido confirmar que su ojiva puede ser montada en un misil y verificar la potencia de la misma. Anteriormente se dudaba de que Corea del Norte pudiera combinar la ojiva nuclear y el misil, pero los expertos surcoreanos comenzaron a creer que Corea del Norte podría lograr este objetivo dentro de unos años después de la prueba nuclear del 9 de septiembre..

#### 2017
El 18 de febrero de 2017, China anunció que suspendería todas las importaciones de carbón de Corea del Norte como parte de su esfuerzo por implementar sanciones del Consejo de Seguridad de las Naciones Unidas destinadas a detener el programa de armas nucleares y misiles balísticos del país. El 6 de marzo de 2017, Corea del Norte lanzó cuatro misiles balísticos desde la región de Tongchang-ri hacia el Mar de Japón. El lanzamiento fue condenado tanto por las Naciones Unidas como por Corea del Sur. La medida impulsó al Secretario de Estado de Estados Unidos, Rex Tillerson, a embarcarse diez días después en una misión diplomática a Japón, Corea del Sur y China, en un esfuerzo por abordar la creciente tensión internacional en la región. El 13 de abril de 2017, el representante de la Casa Blanca, Nick Rivero, dijo que Estados Unidos estaba "muy cerca" de emprender algún tipo de represalia contra Corea del Norte. El presidente Trump comentó sobre Corea del Norte diciendo que lucharán la guerra contra el terrorismo sin importar el costo.
El 15 de abril de 2017, en el importante feriado público anual también conocido en el país como el Día del Sol, Corea del Norte organizó un gran desfile militar para conmemorar el 105º aniversario del nacimiento de Kim Il Sung, el fundador del país y abuelo del actual líder, Kim Jong Un. El desfile tuvo lugar en medio de fuertes especulaciones en Estados Unidos, Japón y Corea del Sur sobre la posibilidad de que el país también probara potencialmente un sexto dispositivo nuclear, pero no lo hizo. Durante el desfile se exhibieron públicamente, por primera vez, dos nuevos botes del tamaño de misiles balísticos intercontinentales, así como misiles balísticos lanzados desde submarinos y una versión terrestre de los mismos.
El 16 de abril de 2017, horas después del desfile militar en Pyongyang, Corea del Norte intentó lanzar un misil balístico desde un sitio cercano al puerto de Sinpo, en la costa este del país. El misil explotó segundos después del lanzamiento.
El 28 de abril de 2017, Corea del Norte lanzó un misil balístico no identificado sobre el aeródromo de Pukchang, en territorio norcoreano. Explotó poco después del despegue a una altitud de aproximadamente 70 kilómetros.
El 4 de julio de 2017, Corea del Norte lanzó un Hwasong-14 desde el aeródromo de Banghyon, cerca de Kusong, en una trayectoria elevada que, según afirma, duró 39 minutos y fue de 930 kilómetros, cayendo en aguas de la zona económica exclusiva japonesa. El Comando del Pacífico de Estados Unidos dijo que el misil estuvo en el aire durante 37 minutos, lo que significa que en una trayectoria estándar podría haber alcanzado Alaska, una distancia de 6.690 kilómetros. Al apuntar a las aguas profundas del Mar de Japón, Corea del Norte se aseguraba de que los buzos estadounidenses o japoneses encontraran dificultades cuando intentaran recuperar el motor del Hwasong-14. De igual modo, Corea del Norte tampoco estaba intentando recuperar ningún residuo del reingreso, lo que Corea del Sur señaló como una indicación de que este primer lanzamiento fue de un misil balístico intercontinental que estaba lejos de estar listo para el combate. En julio de 2017, Estados Unidos estimó que Corea del Norte tendría un misil balístico intercontinental (ICBM) confiable con capacidad nuclear a principios de 2018. El 28 de julio, Corea del Norte lanzó un segundo misil balístico intercontinental, aparentemente más avanzado, con una altitud de alrededor de 3.700 kilómetros, que recorrió 1.000 kilómetros; los analistas estimaron que era capaz de alcanzar los Estados Unidos.
El ingeniero aeroespacial y analista de armas John Schilling estima que la precisión actual del Hwasong-14 de Corea del Norte es pobre, a los rangos que se supone amenazan a las ciudades estadounidenses. Michael Elleman señala que el vehículo de reingreso del misil del 28 de julio de 2017 se rompió al reingresar; se requerirán más pruebas.  El 8 de agosto de 2017, The Washington Post informó que la Agencia de Inteligencia de Defensa, en una evaluación confidencial, afirmó que Corea del Norte ha miniaturizado suficientemente una ojiva nuclear para que quepa dentro de uno de sus misiles de largo alcance. El 12 de agosto, The Diplomat informó que la Agencia Central de Inteligencia, en una evaluación confidencial de principios de agosto, concluyó que el vehículo de reentrada en la prueba del 28 de julio del Hwasong-14 no sobrevivió a la reentrada atmosférica debido a un apogeo de 3.700 kilómetros que causó tensiones estructurales superiores a las que habría tenido un ICBM en una trayectoria de energía mínima. La CIA también concluyó que el vehículo de reentrada norcoreano probablemente es lo suficientemente avanzado como para sobrevivir al reingreso bajo una trayectoria de energía mínima normal.
El 3 de septiembre de 2017, Corea del Norte afirmó haber probado con éxito una bomba termonuclear. El Servicio Geológico de los Estados Unidos informó de una actividad sísmica similar a un terremoto de magnitud 6,3, lo que hace que la explosión sea aproximadamente 10 veces más potente que las detonaciones anteriores realizadas en el país. Más tarde se estimó que el rendimiento de la bomba era de 250 kilotones, basándose en estudios más profundos de los datos sísmicos. Las autoridades norcoreanas informaron que la prueba fue "un éxito total".
Jane's estima que la carga explosiva de la bomba termonuclear, tipo Teller-Ulam, pesa entre 255 y 360 kilogramos (562,2 y 793,7 lb).
El 20 de noviembre de 2017, Donald Trump, anunció que el Departamento de Estado volvió a incluir a Corea del Norte en la lista de países patrocinadores del terrorismo. Japón y Corea del Sur acogieron con satisfacción la medida como un método para aumentar la presión sobre Corea del Norte para que negocie la desnuclearización.
El 28 de noviembre de 2017, Corea del Norte disparó un misil balístico intercontinental en el primer lanzamiento de este tipo desde el país en más de dos meses. El misil, que el ejército estadounidense cree que es un ICBM, fue lanzado desde Sain Ni y voló aproximadamente 1.000 kilómetros  antes de caer en el Mar de Japón.
Después de que Corea del Norte afirmó que el misil era capaz de "llevar una ojiva [nuclear] superpesada y alcanzar todo el territorio continental de Estados Unidos", Kim-Jong-Un anunció que "finalmente habían comprendido la gran causa histórica de completar la fuerza nuclear estatal", lo que los coloca en una posición de fuerza para presionar a Estados Unidos a entablar conversaciones.

#### 2019
En agosto de 2019, Japón mejoró su estimación de la capacidad de armas nucleares de Corea del Norte en un próximo Libro Blanco de Defensa anual, diciendo que parece que Pyongyang ha logrado la miniaturización de las ojivas. El informe de defensa mantendrá la afirmación de Japón de que los programas nucleares y de misiles balísticos de Corea del Norte plantean una "amenaza grave e inminente" a su seguridad después de que las recientes reuniones entre Donald Trump y el líder de Corea del Norte, Kim Jong Un, no lograron avances en la desnuclearización.

#### 2020
Bruce Klingner, de la Heritage Foundation, con sede en Estados Unidos, estimó en junio de 2020 que Corea del Norte probablemente ha construido "ocho o más armas nucleares adicionales" desde la cumbre de 2018.
El 10 de octubre de 2020, Corea del Norte presentó un misil balístico intercontinental masivo durante un desfile militar por el 75 aniversario del Partido de los Trabajadores de Corea, y CNN informó que los analistas militares creen que es uno de los misiles balísticos móviles por carretera más grandes del mundo.

#### 2022
En las primeras cuatro semanas de 2022, Corea del Norte realizó siete pruebas de misiles. Entre los misiles probados se encontraban un vehículo de planeo hipersónico, un misil balístico de alcance intermedio (IRBM) y varios misiles de crucero.
El 9 de septiembre de 2022, Corea del Norte aprobó una ley para declararse un estado con armas nucleares y rechazó cualquier posibilidad de desnuclearización.

#### 2023
El 24 de marzo de 2023, Corea del Norte presentó la bomba nuclear táctica Hwasan-31 con al menos 10 ojivas con un diámetro estimado de 40 a 50 centímetros según lo informado por los medios de Corea del Sur. Los misiles balísticos KN-23 y KN-25 son capaces de transportarlo. En diciembre de 2023, Corea del Norte lanzó un misil balístico intercontinental que, según Corea del Sur y Japón, sería capaz de alcanzar cualquier objetivo dentro de Estados Unidos.

#### 2024
En abril de 2024, Corea del Norte afirma haber probado un nuevo sistema de comando y control en un contraataque nuclear simulado.

### Producción de material fisible

#### Instalaciones de plutonio

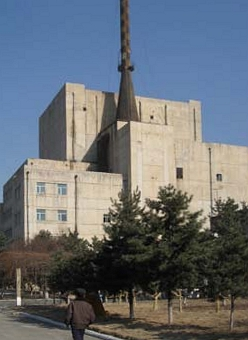
Reactor experimental de 5 MWe en el Centro de Investigación Científica Nuclear de Yongbyon

Los reactores nucleares de plutonio de Corea del Norte están ubicados en el Centro de Investigación Científica Nuclear de Yongbyon, a unos 90 kilómetros al norte de Pyongyang.
- Un reactor de investigación IRT-2000 suministrado por la Unión Soviética, terminado en 1967.[123] El uranio irradiado en este reactor se utilizó en los primeros experimentos de separación de plutonio en 1975.[124] Sin embargo, el propósito principal del reactor no es producir plutonio y Corea del Norte ha tenido problemas para adquirir suficiente combustible para su funcionamiento constante. El Departamento de Energía de Estados Unidos estimó que este reactor podría haber sido utilizado para producir hasta 1 o 2 kg de plutonio, aunque el Comité Conjunto de Inteligencia de Energía Atómica dijo que la cantidad no era más que unos pocos cientos de gramos.
- Un reactor nuclear más nuevo con una capacidad de 5 MWe. Este reactor tipo Magnox moderado por gas-grafito es el principal reactor de Corea del Norte, donde se ha producido prácticamente todo su plutonio. Un núcleo completo consta de 8.000 barras de combustible y puede producir un máximo de 27 a 29 kg de plutonio si se deja en el reactor para una combustión óptima.[125] Se estimó que la reserva de plutonio de Corea del Norte, a mediados de 2006, podía producir 0,9 gramos de plutonio por megavatio térmico cada día de su funcionamiento. El material necesario para fabricar una sola bomba es de aproximadamente cuatro a ocho kilogramos. A menudo, Corea del Norte ha descargado el reactor antes de alcanzar el nivel máximo de combustión. Hay tres núcleos conocidos que fueron descargados en 1994 (bajo la supervisión del OIEA de conformidad con el Agreed Framework), 2005 y 2007.
En 1989, reactor de 5 MWe estuvo cerrado durante un período de setenta a cien días. Se estima que en este tiempo se pudieron extraer hasta quince kilogramos de plutonio. En 1994, Corea del Norte volvió a descargar sus reactores. El OIEA mantuvo estas instalaciones bajo vigilancia total hasta que más tarde se le negó la capacidad de observar las centrales nucleares norcoreanas.[126] En condiciones normales de funcionamiento, el reactor puede producir alrededor de 6 kg de plutonio al año, aunque sería necesario apagar el reactor y extraer las barras de combustible para iniciar el proceso de separación del plutonio. Por lo tanto, las etapas de separación de plutonio se alternan con etapas de producción del mismo. Se sabe que el reprocesamiento (también conocido como separación) tuvo lugar en 2003 para el primer núcleo y en 2005 para el segundo.
Dos reactores Magnox (50 MWe y 200 MWe), en construcción en Yongbyon y Taechon. Si se completa, el reactor de 5 MWe sería capaz de producir 60 kg de plutonio al año, suficiente para aproximadamente 10 armas, y un reactor de 200 MWe capaz de producir 220 kg de plutonio al año, suficiente para aproximadamente 40 armas. La construcción se detuvo en 1994, aproximadamente un año después de su finalización, de acuerdo con el Agreed Framework, y en 2004 las estructuras y las tuberías se habían deteriorado gravemente.[127][128]

- Instalación de reprocesamiento nuclear que recupera uranio y plutonio del combustible nuclear gastado mediante el proceso PUREX, basado en el diseño ampliado de la planta de reprocesamiento de Eurochemic en el sitio de Mol-Dessel en Bélgica.[129] En 1994 su actividad fue congelada de acuerdo con el Agreed Framework.[130] El 25 de abril de 2009, la agencia de noticias norcoreana KCNA informó sobre la reanudación del reprocesamiento de combustible gastado para recuperar plutonio.[131]

El 12 de marzo de 1993, Corea del Norte anunció que planeaba retirarse del Tratado de No Proliferación Nuclear (TNP) y se negó a permitir que los inspectores del OIEA accedieran a sus instalaciones nucleares. En 1994, Estados Unidos creía que Corea del Norte tenía suficiente plutonio reprocesado para producir alrededor de 10 bombas y que la cantidad de plutonio iba en aumento. Ante la presión diplomática tras Resolución 825 del Consejo de Seguridad de las Naciones Unidas y la amenaza de ataques aéreos militares estadounidenses contra el reactor, Corea del Norte aceptó desmantelar su programa de plutonio como parte del Agreed Framework en el que Corea del Sur y Estados Unidos proporcionarían a Corea del Norte reactores de agua ligera y fueloil hasta que dichos reactores pudieran completarse.
Dado que los reactores de agua ligera requerirían la importación de uranio enriquecido desde fuera de Corea del Norte, la cantidad de combustible y desechos del reactor se podría rastrear más fácilmente, lo que haría más difícil desviar los desechos nucleares para reprocesarlos en plutonio. Sin embargo, el Agreed Framework estuvo plagado de dificultades y cada parte culpó a la otra por los retrasos en su implementación; como resultado, los reactores de agua ligera nunca se terminaron. A finales de 2002, después de que se suspendiera la ayuda energética, Corea del Norte volvió a utilizar sus viejos reactores.
En 2006, se identificaron ocho sitios como posibles lugares de prueba de explosión actuales (y futuras), según una declaración del Parlamento de Corea del Sur. Estos sitios se distinguen de otras instalaciones de producción de materiales nucleares en que se cree que están más estrechamente identificados con un propósito militar o potencialmente militar:
1. Provincia de Hamgyong Bukdo (Hamgyong del Norte): dos sitios:
- Chungjinsi: lugar de almacenamiento de combustible nuclear, base militar e instalación subterránea no identificada
- Kiljugun – Amplia concentración militar con formaciones de tropas motorizadas y construcción de nuevas instalaciones subterráneas avanzadas. Lugar de la prueba nuclear del 25 de mayo de 2009.
- Phunggyere – Lugar de la prueba nuclear del 9 de octubre de 2006

2. Provincia de Chagangdo – un sitio: Kanggyesi. Centro de producción de equipos y municiones avanzadas de Corea del Norte desde 1956. Además, amplia inteligencia de instalaciones subterráneas altamente avanzadas.
3. Provincia de Pyongan Bukdo (Pyongan del Norte): cuatro sitios:
- Yongbyonsi – 2 sitios. Ubicación del Centro de Investigación Nuclear de Yongbyon, la instalación de prueba de explosión experimental de la planta y dos instalaciones subterráneas no identificadas. Además, hay un reactor de gas-grafito, un sitio de pruebas de HE, un sitio de fabricación de combustible nuclear y un sitio de almacenamiento de desechos nucleares.
- Kusungsi – Entre 1997 y septiembre de 2002, tuvieron lugar aproximadamente 70 explosiones de prueba de municiones norcoreanas. Además, existencia de instalaciones subterráneas.
- Taechongun – Sitio de construcción de la planta de energía nuclear de 200 MWe. Ubicación de instalaciones subterráneas no identificadas e instalaciones relacionadas con armas nucleares y energía cuya existencia se sabe

#### Programa de uranio altamente enriquecido
Corea del Norte posee minas de uranio que contienen aproximadamente 4 millones de toneladas de mineral de uranio de alto grado.
La primera ministra de Pakistán, Benazir Bhutto, supuestamente, a través del ex científico de alto rango de Pakistán, Abdul Qadeer Khan, suministró datos clave, almacenados en CD, sobre el enriquecimiento de uranio e información a Corea del Norte a cambio de tecnología de misiles alrededor de 1990-1996, según funcionarios de inteligencia estadounidenses. El presidente Pervez Musharraf y el primer ministro Shaukat Aziz reconocieron en 2005 que Khan había proporcionado centrifugadoras y sus diseños a Corea del Norte. En mayo de 2008, Khan, que había confesado previamente haber suministrado los datos por iniciativa propia, se retractó de su confesión, alegando que el Gobierno de Pakistán le había obligado a ser un "chivo expiatorio". También afirmó que el programa nuclear de Corea del Norte estaba muy avanzado antes de sus visitas a Corea del Norte.
El programa de uranio altamente enriquecido (HEU=Highly enriched uranium) se hizo público en octubre de 2002 cuando Estados Unidos preguntó a los funcionarios norcoreanos sobre el programa. En virtud del Agreed Framework, Corea del Norte acordó explícitamente congelar los programas de plutonio (específicamente, sus "reactores moderados con grafito e instalaciones relacionadas"). El acuerdo también comprometió a Corea del Norte a implementar la Declaración Conjunta sobre la Desnuclearización de la Península de Corea, en la que ambas Coreas se comprometieron a no tener instalaciones de enriquecimiento o reprocesamiento. Estados Unidos argumentó que Corea del Norte violó su compromiso de no tener instalaciones de enriquecimiento.
En diciembre de 2002, alegando incumplimiento por parte de Corea del Norte, Estados Unidos persuadió a la Junta de la KEDO para que suspendiera los envíos de fueloil, lo que llevó al fin del Agreed Framework. Corea del Norte respondió anunciando planes para reactivar un programa de procesamiento de combustible nuclear y una planta de energía inactivos al norte de Pyongyang. Poco después, Corea del Norte expulsó a los inspectores de las Naciones Unidas y anunció una "retirada" unilateral del Tratado de No Proliferación.
En 2007, un funcionario de la administración Bush evaluó que, si bien todavía había una "alta confianza" de que Corea del Norte había adquirido materiales que podrían usarse en un programa de uranio "a escala de producción", sólo hay un nivel de "confianza media" de que tal programa de producción de uranio (en lugar de simplemente plutonio) exista.
La construcción de la probable primera instalación de enriquecimiento de uranio comenzó en 2002 en un sitio conocido como Kangson /Chollima por la inteligencia estadounidense, y podría haberse completado y estar desarrollando u operando las cascadas iniciales de centrifugadoras de gas en 2003. La instalación fue sospechosa para los servicios de inteligencia estadounidenses durante muchos años. Se dice que en la mina de uranio y planta de concentración de Pyongsan es donde el mineral de uranio se transforma en óxido de uranio.
El 15 de septiembre de 2021, la CNN informó que Corea del Norte está ampliando las instalaciones de enriquecimiento de uranio en Yongbyon con una extensión de 1.000 metros cuadrados para 1.000 centrifugadoras adicionales que aumentarían la producción de uranio altamente enriquecido hasta en un 25% anual y, si las centrifugadoras se sustituyeran por centrifugadoras mejoradas, el aumento de la producción de HEU sería sustancial según Jeffrey Lewis, experto en armas y profesor del Instituto de Estudios Internacionales de Middlebury.

### Estimaciones y proyecciones de recursos

#### RECNA
En junio de 2020, el Centro de Investigación para la Abolición de las Armas Nucleares de la Universidad de Nagasaki estimó que Corea del Norte tenía hasta 35 armas nucleares en su arsenal.

#### Boletín de los científicos atómicos
El 8 de enero de 2018, Hans M. Kristensen y Robert S. Norris, de la Federación de Científicos Estadounidenses, publicaron en el Boletín de los Científicos Atómicos que "estiman cautelosamente que Corea del Norte puede haber producido suficiente material fisible para construir entre 30 y 60 armas nucleares y que posiblemente haya ensamblado entre 10 y 20"

#### Agencia de Inteligencia de Defensa
El 8 de agosto de 2017, el Washington Post informó sobre un análisis reciente completado el mes anterior por la Agencia de Inteligencia de Defensa de Estados Unidos que concluyó que Corea del Norte había producido con éxito una ojiva nuclear miniaturizada que puede caber en misiles y podría tener hasta 60 ojivas nucleares en su inventario.
En 2019, la DIA estimó que Corea del Norte había acumulado un arsenal de material fisible equivalente a 65 armas y que el país producía anualmente hasta doce armas de material fisible. La inteligencia estadounidense también evaluó que Corea del Norte había construido alrededor de 30 núcleos de material fisible para su uso en armas nucleares, incluidas entre cuatro y seis armas termonucleares de dos etapas.

#### Siegfried S. Hecker
El 7 de agosto de 2017, Siegfried S. Hecker, ex director del Laboratorio Nacional de Los Álamos que ha visitado las instalaciones nucleares de Corea del Norte en numerosas ocasiones en representación de Estados Unidos, estimó que las reservas de plutonio y uranio altamente enriquecido de Corea del Norte probablemente eran suficientes para fabricar entre 20 y 25 armas nucleares. Evaluó que Corea del Norte había desarrollado una ojiva miniaturizada adecuada para misiles de alcance medio, pero necesitaría más pruebas y desarrollo para producir una ojiva más pequeña y más robusta adecuada para un misil balístico intercontinental (ICBM) y su reingreso a la atmósfera. Consideró que la ojiva era la parte menos desarrollada de los planes de Corea del Norte para un ICBM.
En febrero de 2019, Hecker estimó que el arsenal de Corea del Norte de material apto para armas nucleares era suficiente para fabricar entre 35 y 37 armas nucleares.

#### Instituto de Ciencia y Seguridad Internacional
Para 2013, el Instituto de Ciencia y Seguridad Internacional dio una estimación media de entre 12 y 27 "equivalentes de armas nucleares", incluidas las reservas de plutonio y uranio. Estimó que para 2016 Corea del Norte tendría entre 14 y 48 armas nucleares equivalentes. La estimación se redujo a entre 13 y 30 equivalentes de armas nucleares en 2017, pero se aumentó hasta 60 equivalentes más tarde, en agosto del mismo año. (En el caso de las armas de uranio, se supone que cada una contiene 20 kilogramos de uranio apto para armas.) Se ha realizado una estimación actualizada del arsenal nuclear en 2023, con un rango de entre 35 y 65 ojivas nucleares en el inventario de Corea del Norte.

#### FAS
En 2012, la Federación de Científicos Estadounidenses estimó que Corea del Norte tenía menos de 10 ojivas de plutonio.
En su "Cuaderno Nuclear" sobre las capacidades nucleares de Corea del Norte, publicado en enero de 2018, la FAS estimó que Corea del Norte tenía suficiente material fisible para entre 30 y 60 armas nucleares. Sin embargo, el informe afirmó que Corea del Norte había reunido entre 10 y 20 ojivas como máximo, y que la mayoría de ellas probablemente eran armas de fisión de una sola etapa con potencias de entre 10 y 20 kilotones.
En el Cuaderno Nuclear 2024, el FAS estimó que Corea del Norte había producido suficiente material fisible para hasta 90 armas nucleares y que potencialmente se habían ensamblado hasta 50 armas. Se estimó que Corea del Norte era capaz de añadir suficiente material fisible para producir seis armas adicionales anualmente.

#### SIPRI
En enero de 2013, el Instituto Internacional de Investigación para la Paz de Estocolmo estimó que Corea del Norte tenía entre 6 y 8 ojivas. En junio de 2020, el informe anual del instituto afirmó que hasta enero de 2020 Corea del Norte había añadido 10 armas nucleares al arsenal estimado del año anterior de entre 20 y 30 armas.

#### Instituto Coreano de Análisis de Defensa
En 2023, el grupo de expertos del gobierno surcoreano Korea Institute for Defense Analyses publicó un informe en el que se estima que Corea del Norte tiene entre 80 y 90 ojivas nucleares, con hasta 166 ojivas para 2030 y el objetivo de aumentarlas a 300.

## Armas químicas y biológicas
Corea del Norte comenzó a desarrollar su propia industria química y su programa de armas químicas en 1954, inmediatamente después del final de la guerra de Corea. Sin embargo, no se lograron avances sustanciales hasta la década de 1960, cuando Kim Il Sung "emitió una 'Declaración para la quimicalización' cuyo objetivo era desarrollar aún más una industria química independiente capaz de apoyar a varios sectores de su economía, así como apoyar la producción de armas químicas" y estableció la Oficina de Defensa Nuclear y Química. 
A finales de la década de 1960 y principios de la de 1970, Corea del Norte recibió ayuda soviética y china para desarrollar su industria química. En 1979, la Agencia de Inteligencia de Defensa de Estados Unidos creía que Corea del Norte "sólo tenía capacidad defensiva de armas químicas".  No está claro cuándo Corea del Norte "adquirió la capacidad para la producción independiente de armas químicas"; las estimaciones van desde la década de 1970 hasta principios de la década de 1980. Sin embargo, hacia finales de la década de 1980, las capacidades de armas químicas de Corea del Norte se habían expandido; el Ministerio de Defensa Nacional de Corea del Sur informó en 1987 que Corea del Norte "poseía hasta 250 toneladas métricas de armas químicas", incluyendo gas mostaza (un agente vesicante) y algunos agentes nerviosos. En 2009, el International Crisis Group informó que la opinión consensuada de los expertos era que Corea del Norte tenía un arsenal de alrededor de 2.500 a 5.000 toneladas métricas de armas químicas, incluyendo gas mostaza, sarín (GB) y otros agentes nerviosos. El Ministerio de Defensa Nacional de Corea del Sur tenía la misma estimación en 2010. En 2014, el Ministerio de Defensa de Corea del Sur estimó que "el Norte había almacenado entre 2.500 y 5.000 toneladas de armas químicas y tenía capacidad para producir una variedad de armas biológicas".  En 2015, el Departamento de Defensa de Estados Unidos informó al Congreso que el programa de armas químicas de Corea del Norte "probablemente posee un arsenal de armas químicas" y probablemente tenía "la capacidad de producir agentes nerviosos, vesicantes, sanguíneos y asfixiantes".  El informe también encontró que "Corea del Norte probablemente podría emplear agentes de armas químicas modificando una variedad de municiones convencionales, incluyendo artillería y misiles balísticos. Además, las fuerzas norcoreanas están preparadas para operar en un ambiente contaminado; se entrenan regularmente en operaciones de defensa química". El informe indicó que Corea del Norte "continúa desarrollando sus capacidades de investigación y desarrollo biológico" y "puede considerar el uso de armas biológicas como una opción, contrariamente a sus obligaciones bajo la Convención sobre Armas Biológicas y Toxínicas".
Corea del Norte es signataria del Protocolo de Ginebra, que pAunque la nación ha firmado la Convención sobre armas biológicas, "no ha proporcionado una declaración de Medidas de Fomento de la Confianza en virtud de la Convención desde 1990".rohíbe el uso de armas químicas en la guerra.  Corea del Norte también es signataria de la Convención sobre Armas Biológicas (BWC). Aunque el país ha firmado la Convención sobre Armas Químicas, "no ha presentado una declaración de Medidas de Fomento de la Confianza en virtud de la Convención desde 1990".  Corea del Norte no es parte de la Convención sobre Armas Químicas (CAQ). Es uno de los cuatro países que no han ratificado la Convención sobre las Armas Químicas (los otros son Israel, Egipto y Sudán del Sur). 
Corea del Norte se ha negado a reconocer la posesión de armas químicas, como lo exige la Resolución 1718 del Consejo de Seguridad de las Naciones Unidas, aprobada en 2006. 
Después del bombardeo de Yeonpyeong en 2010 (en el que Corea del Norte atacó la isla de Yeonpyeong con armas convencionales, matando a varios civiles), la Agencia Nacional de Gestión de Emergencias de Corea del Sur distribuyó 1.300 máscaras de gas a los surcoreanos que viven en la frontera occidental (un punto crítico del conflicto); la agencia también distribuyó otras 610.000 máscaras de gas a los miembros del cuerpo de defensa civil de Corea del Sur, que asciende a 3,93 millones. La agencia también anunció la renovación de los refugios de emergencia subterráneos. Las máscaras de gas son eficaces contra algunos agentes químicos, pero no contra agentes vesicantes como el gas mostaza, la lewisita y la oxima de fosgeno, que se cree que Corea del Norte tiene en sus reservas. En octubre de 2013, Corea del Sur y Estados Unidos “acordaron construir un sistema de vigilancia conjunto para detectar agentes bioquímicos a lo largo de la zona desmilitarizada” y compartir información.
También en 2015, Melissa Hanham, del Centro James Martin de Estudios sobre la No Proliferación, publicó un análisis de una fotografía del líder supremo norcoreano Kim Jong Un visitando el Instituto Biotécnico de Pyongyang, una fábrica supuestamente para la producción de Bacillus thuringiensis, utilizado en pesticidas. El análisis de Hanham concluyó que la fábrica en realidad produce ántrax utilizado como arma. Hanham señaló que las fábricas de producción de pesticidas son "una vieja y utilizada tapadera para un programa de armas biológicas" y un ejemplo de tecnología de doble uso. Varios otros expertos coincidieron en que "las fotos probablemente muestran una instalación de armas biológicas en funcionamiento". El gobierno norcoreano negó las acusaciones; un portavoz oficial de la Comisión de Defensa Nacional, a través de la Agencia Central de Noticias de Corea, desafió al Congreso de los Estados Unidos a inspeccionar el Instituto y "contemplar la imponente vista del Instituto Biotécnico de Pyongyang".
Corea del Norte posee varios tipos de armas químicas, entre ellas agentes neurotóxicos, vesicantes, hematógenos y vomitivos, así como algunas armas biológicas, entre ellas el ántrax, la viruela y el cólera.
En 2017, Kim Jong-nam, el medio hermano mayor distanciado de Kim Jong Un, fue asesinado con el agente nervioso VX en el Aeropuerto Internacional de Kuala Lumpur en Malasia por presuntos agentes norcoreanos.
El arsenal identificado oscila entre 2.500 y 5.000 toneladas métricas de armas químicas. Es uno de los mayores poseedores de armas químicas del mundo, ocupando el tercer lugar después de Estados Unidos y Rusia.
Corea del Norte está desplegando 250 nuevos lanzadores de misiles balísticos tácticos cerca de su frontera con Corea del Sur, lo que aumenta las tensiones regionales. El líder norcoreano Kim Jong-un enfatizó su papel en una posible confrontación con Estados Unidos. Esta medida se produce antes del ejercicio militar anual entre Estados Unidos y Corea del Sur, que Corea del Norte condena como ensayos de invasión.

## Sistemas de lanzamiento

### Historia
A finales de la década de 1970 o principios de la de 1980, la RPDC recibió varios misiles Scud -B de largo alcance de Egipto (que a su vez recibió esos misiles de la URSS, Bulgaria y Polonia). La URSS se había negado a suministrar misiles Scud directamente a Corea del Norte,  pero Corea del Norte, a partir de los años 1970, ha producido misiles basados en su diseño: se estableció una base de producción local, y la primera copia modificada se denominó Hwasong-5. Con el tiempo, se desarrollaron tipos de misiles más avanzados. Finalmente, Corea del Norte se equipó con misiles balísticos capaces de alcanzar Japón. En la década de 1990, Corea del Norte vendió misiles de tamaño mediano con capacidad nuclear a Pakistán en un acuerdo facilitado por China.
La capacidad de Corea del Norte de lanzar armas de destrucción masiva a un objetivo hipotético está algo limitada por su tecnología de misiles. En 2005, el alcance total de los misiles Hwasong-7 se estimó en 900 km con 1.000 kg de carga útil.  Eso es suficiente para llegar a Corea del Sur, partes de Japón, Rusia y China. El Hwasong-10 es un misil balístico de alcance intermedio diseñado por Corea del Norte con capacidades de alcance de hasta 2.490 kilómetros y podría llevar una ojiva nuclear.
En una entrevista online publicada en 2006, el analista del Ministerio de Defensa japonés Hideshi Takesada argumentó que el deseo de unificación de Corea del Norte es similar al de Vietnam del Norte, y advirtió de la posibilidad de una fusión obligatoria de Corea del Norte con Corea del Sur mediante amenazas de armas nucleares, aprovechando cualquier posible disminución de la presencia militar estadounidense en Corea del Sur, después de que Corea del Norte despliegue varios cientos de misiles balísticos intercontinentales móviles dirigidos a Estados Unidos. En 2016, el analista israelí Uzi Rubin afirmó que el programa de misiles había demostrado "logros notables".
Un informe sobre Corea del Norte elaborado por un grupo de expertos de las Naciones Unidas con información revelada por varios países miembros afirma que su programa de misiles balísticos es completo y autónomo, con un sistema de guía autóctono, demostrado por una prueba reciente de un misil balístico de corto alcance similar al Iskander y que presenta una trayectoria deprimida como tal.
En enero de 2020, el vicepresidente del Estado Mayor Conjunto, John E. Hyten, dijo: "Corea del Norte está construyendo nuevos misiles, nuevas capacidades y nuevas armas tan rápido como ningún otro país del planeta".
El 18 de octubre de 2021, Corea del Norte lanzó un misil balístico que cayó en el Mar de Japón. El primer ministro japonés, Fumio Kishida, calificó el lanzamiento de "muy lamentable".
El think tank francés Fundación para la Investigación Estratégica publicó un informe que analiza el arsenal nuclear y los misiles balísticos de Corea del Norte. Se estimó que la precisión de los misiles balísticos de corto alcance, como el KN-23 y el KN-24, es de 35 metros basándose en imágenes satelitales y la distancia entre los cráteres de impacto de las pruebas de misiles, y de 80 a 90 metros para el cohete guiado de gran diámetro KN-25.
El Servicio de Investigación del Congreso emitió un informe que cita una evaluación de 2017 de la Agencia de Inteligencia de Defensa de que Corea del Norte ha alcanzado un nivel de miniatuarización de ojivas nucleares necesario para montarlas en misiles balísticos de corto alcance e intercontinentales. El CRS evaluó que el SRBM KN-23, que puede atacar toda la península de Corea, y el MRBM KN-15, que puede atacar todo Japón, pueden transportar ojivas tanto convencionales como nucleares.

### Sistemas de entrega operacional

Alcance máximo estimado de algunos misiles norcoreanos

Hay evidencia de que Corea del Norte ha sido capaz de miniaturizar una ojiva nuclear para su uso en un misil balístico. Según el Libro Blanco de Defensa de Japón, Corea del Norte posee la capacidad de miniaturizar armas nucleares. Un libro blanco de defensa de Corea del Sur de 2018 dijo que la capacidad de Corea del Norte para miniaturizar armas nucleares ha alcanzado un nivel considerable. En un informe filtrado, la Agencia de Inteligencia de Defensa de Estados Unidos también afirma que Corea del Norte puede miniaturizar ojivas nucleares para misiles balísticos. Se desconoce si Corea del Norte tiene tecnología para proteger sus misiles en caso de reingreso. Algunos analistas sugieren que los nuevos misiles de Corea del Norte son falsos. Varias pruebas de cohetes norcoreanos continuaron durante la década de 2010, por ejemplo en 2013, en 2014 y en 2016. Corea del Norte no realizó ninguna prueba de misiles de alcance medio lo suficientemente potentes como para llegar a Japón en 2015, pero la agencia de noticias Yonhap de Corea del Sur cree que al menos un misil disparado durante las pruebas de misiles de Corea del Norte en marzo de 2016 es probablemente un Hwasong-7 de alcance medio. Una prueba de misiles norcoreana de agosto de 2016 de un misil Hwasong que voló 1000 kilómetros (621,4 mi) cayó a unos 250 kilómetros (155,3 mi) al oeste de la península Oga de Japón, en aguas internacionales pero dentro de la zona económica exclusiva de Japón, lo que llevó a Japón a condenar el "acto imperdonable de violencia hacia la seguridad de Japón".
En 2016, se sabía que Corea del Norte tenía aproximadamente 300 misiles Rodong cuyo alcance máximo era de 1.300 kilómetros.
Corea del Norte aparentemente lanzó una prueba de misil desde un submarino el 23 de abril de 2016; aunque el misil solo voló 30 kilómetros, un analista estadounidense señaló que "la capacidad de lanzamiento de submarinos de Corea del Norte ha pasado de ser una broma a algo muy serio". Sin embargo, a partir de 2023, parece haber un progreso lento en el desarrollo de misiles balísticos lanzados desde submarinos (SLBM), posiblemente porque se redujo la prioridad de su desarrollo dado el buen progreso con misiles móviles terrestres con una capacidad de supervivencia sustancialmente mayor.
Estados Unidos ha sancionando a seis personas y cinco entidades en China por apoyar los programas de armas de destrucción masiva y misiles balísticos de Corea del Norte. Esta red ayudó a un representante de la RPDC vinculado a la Segunda Academia de Ciencias Naturales. Estados Unidos pretende desmantelar estas redes para contrarrestar la desestabilización regional y las acciones de Rusia en Ucrania.

#### Operacional o probado con éxito
- Hwasong-5 – Modificación inicial del Scud. Misil de combustible líquido, móvil sobre carretera, con un alcance estimado de 330 km. Ha sido probado con éxito. Se cree que Corea del Norte ha desplegado entre 150 y 200 de estos misiles en lanzadores móviles.
- Hwasong-6 – Modificación posterior del Scud. Similar al Hwasong-5, pero con un alcance mayor (550–700 km) y una ojiva más pequeña (600–750 kg). Aparentemente, este es el misil norcoreano más ampliamente desplegado, con al menos 400 misiles en uso.
- Hwasong-7[202]  – Modificación más avanzada y de mayor tamaño del Scud. Misil de combustible líquido, móvil por carretera con una ojiva de 650 kg. Las primeras variantes de producción tenían guía inercial, las variantes posteriores incorporaron guía GPS, que mejora la precisión del CEP a 190-250 m. Se estima que su alcance está entre 1.300 y 1.600 km.
- Hwasong-9 También conocido como Scud-ER en el resto del mundo, es un desarrollo posterior del Hwasong-6 con un alcance de (1000–1000+ km) y es capaz de alcanzar Japón.[203][204][205]
- Hwasong-10 – Se cree que es una copia modificada del soviético R-27 Zyb SLBM. Originalmente se creía que se había probado como la primera o segunda etapa del Unha, pero el análisis de los restos mostró que el Unha utilizaba tecnología más antigua que la que se cree que utiliza el Hwasong-10. También conocido con los nombres de Nodong-B, Taepodong-X, Musudan y BM25, se prevé que tenga un alcance de 2.500 a 4.000 km.[206] Un informe del Departamento de Defensa estima que la dotación de BM25 es inferior a 50 lanzadores.[207]
- Hwasong-11 – Un misil móvil de corto alcance, de combustible sólido y de gran precisión, copia modificada del OTR-21 soviético. Se desconoce el número de misiles en servicio, aparentemente desplegados a fines de los años 1990 o principios de los años 2000 (década).
- Pukguksong-1 –un misil balístico de largo alcance con combustible sólido. También llamado KN-11 por el Departamento de Defensa. Posiblemente derivado del misil balístico de largo alcance chino JL-1.[208]
- Pukguksong-2 – un desarrollo terrestre de largo alcance del Pukguksong-1, propulsado por combustible sólido.[209] También conocido como el KN-15.[210]
- Hwasong-12 – Un misil móvil de mediano alcance y propulsado por combustible líquido. Probado por primera vez en mayo de 2017.[211] También conocido como KN-17 fuera de Corea, los expertos surcoreanos estiman un alcance de 5000 a 6000 km basándose en una prueba exitosa realizada en mayo.[212]
- Hwasong-14 – También conocido como KN-20, un misil balístico intercontinental (ICBM) de largo alcance y transportable por carretera,[213] probado el 4 y 29 de julio de 2017, alcance estimado 6,7-10 km (4,2-6,2 mi)[214][215][216][217][218][219][220][221] John Schilling estima que la precisión actual del Hwasong-14 de Corea del Norte es deficiente en los supuestos alcances que amenazan a las ciudades estadounidenses.[222] (lo que requeriría más pruebas para demostrar su precisión.).[223][224] Michael Elleman ha señalado que el vídeo de NHK que capturó el descenso del vehículo de reentrada (RV) muestra su incapacidad para sobrevivirla.[225] Si el vehículo de reentrada hubiera sobrevivido, el video habría mostrado una imagen brillante durante todo el trayecto hasta el impacto en el mar. Sin embargo, una evaluación reciente de la CIA señala que los vehículos de reentrada ICBM de Corea del Norte probablemente funcionarían adecuadamente si volaran en una trayectoria normal hacia objetivos continentales de Estados Unidos.[226]
- Hwasong-15 – Autonomía de 13.000 km, probada con éxito el 28 de noviembre de 2017.
- KN-23 – Alcance de 700 km, probado con éxito el 4 de mayo de 2019. Similar a 9K720 Iskander.[227] Autonomía demostrada de 800 kilómetros el 15 de septiembre de 2021.[228]
- Hwasong-17 – Según la estimación inicial japonesa, el alcance potencial sería de más de 15 000 km, dependiendo del peso de la ojiva. Se cree que el ICBM se probará con éxito por primera vez en un vuelo completo el 18 de noviembre de 2022. La precisión de largo alcance del ICBM y su capacidad para sobrevivir al reingreso se desconocían en 2022.[229][230]

#### No probados
- KN-08 – Misiles balísticos intercontinentales móviles. También llamado Hwasong-13 (HS-13). Alcance máximo >5.500 km (3.400 millas). El Departamento de Defensa de Estados Unidos estima que hay al menos seis lanzadores KN-08 en servicio.[231] Una versión modificada, el KN-14, fue presentada en un desfile para conmemorar el 70º aniversario del Partido de los Trabajadores de Corea. El desarrollo del misil se detuvo debido a problemas con el motor.[232]

## Exportaciones relacionadas con tecnología de misiles balísticos
En abril de 2009, las Naciones Unidas nombraron a la Corporación Coreana de Minería y Desarrollo Comercial (KOMID) como el principal comerciante de armas de Corea del Norte y el principal exportador de equipos relacionados con misiles balísticos y armas convencionales. La ONU indica que KOMID tiene su base en el Distrito Central de Pyongyang. Sin embargo, también tiene oficinas en Beijing y oficinas de ventas en todo el mundo que facilitan las ventas de armas y buscan nuevos clientes para las armas norcoreanas.
KOMID ha vendido tecnología de misiles a Irán y ha cerrado acuerdos sobre tecnología relacionada con misiles con los taiwaneses. KOMID también ha sido responsable de la venta de equipos, incluyendo tecnologías de misiles, cañoneras y artillería de cohetes múltiples, por un valor total de más de 100 millones de dólares, a África, Sudamérica y Oriente Medio.
El ejército de Corea del Norte también ha utilizado una empresa llamada Hap Heng para vender armas en el extranjero. Hap Heng trabajó en Macao en la década de 1990 para gestionar las ventas de armas, misiles y tecnología nuclear a países como Pakistán e Irán. El misil balístico de mediano alcance de Pakistán, el Ghauri, se considera una copia del Rodong 1 de Corea del Norte. En 1999, fuentes de inteligencia afirmaron que Corea del Norte había vendido componentes de misiles a Irán. Entre los directores que figuran en la lista de Hap Heng se incluyen Kim Song y Ko Myong Hun. Ko Myong Hun es actualmente un diplomático registrado en Beijing y puede estar involucrado en el trabajo de KOMID.
Un informe del comité de sanciones del Consejo de Seguridad de las Naciones Unidas afirmó que Corea del Norte opera una red internacional de contrabando de tecnología nuclear y de misiles balísticos, que incluye países como Myanmar (Birmania), Siria e Irán.
Corea del Norte elude las sanciones internacionales para obtener componentes de misiles de países occidentales, valiéndose de redes sofisticadas y del apoyo de China y Rusia. El fortalecimiento de los vínculos con Rusia mejora la capacidad de adquisición de Corea del Norte, lo que requiere controles y vigilancia de las exportaciones más estrictos.

### Socios exportadores
Varios países han comprado misiles balísticos norcoreanos o han recibido ayuda de Corea del Norte para establecer la producción local de misiles.
 Egipto
Egipto ha recibido tecnologías y asistencia para la fabricación de los Hwasong-5 y Hwasong-6, y puede haber proporcionado sistemas de guía o información sobre misiles de mayor alcance a Corea del Norte desde el programa Condor/Badr.
 Irán
Irán fue uno de los primeros países en comprar misiles norcoreanos y ha establecido una producción local para el Hwasong-5 (Shahab-1), Hwasong-6 (Shahab-2) y el Rodong-1 (Shahab-3). Irán también posee 19 bases terrestres de misiles BM25 Musudan, según un cable filtrado y clasificado del Departamento de Estado de Estados Unidos, Irán designó al Musudan como Khorramshahr. Este misil con capacidad nuclear está actualmente en desarrollo y falló sus dos pruebas de vuelo conocidas.
 Pakistán
Las entidades norcoreanas continuaron brindando asistencia al programa de misiles balísticos de Pakistán durante la primera mitad de 1999 a cambio de tecnología de armas nucleares. Esa asistencia fue decisiva para los esfuerzos de Islamabad por producir misiles balísticos. En abril de 1998, Pakistán realizó pruebas de vuelo del misil balístico intercontinental Ghauri, basado en el misil norcoreano Nodong. También en abril de 1998, Estados Unidos impuso sanciones contra entidades pakistaníes y norcoreanas por su papel en la transferencia de tecnología relacionada con misiles balísticos de categoría I del Régimen de Control de Tecnología de Misiles.
 Siria
Siria obtuvo originalmente el Scud-B de Corea del Norte, que puede haber ayudado a Siria a desarrollar el Scud-C o el Scud-D. A partir de 2013, Siria depende de la asistencia extranjera de varios países, incluida Corea del Norte, para obtener componentes y tecnologías de misiles avanzados. En 2018, un informe de las Naciones Unidas afirmó que Corea del Norte había estado enviando técnicos y material a Siria para ayudar en su programa de armas químicas, incluidos azulejos, válvulas y termómetros resistentes a los ácidos.
 Emiratos Árabes Unidos
En 1989, se compraron 25 Hwasong-5 a Corea del Norte. La Fuerza de Defensa de la Unión de los Emiratos Árabes Unidos no estaba satisfecha con la calidad de los misiles, por lo que los mantuvieron almacenados.
 Vietnam
Según se informa, Vietnam ordenó misiles Hwasong-5/6 en 1998-99, pero no está claro si este acuerdo se cumplió.
 Yemen
Se sabe que Yemen compró misiles Scud a Corea del Norte en la década de 1990: un total de 15 misiles, ojivas convencionales y oxidante de combustible.

#### Antiguos socios exportadores
Libia
Se sabe que durante el gobierno de Muammar Gaddafi Libia recibió asistencia tecnológica, planos y piezas de misiles de Corea del Norte.

#### Rechazo de un potencial socio exportador
Nigeria
En enero de 2004, el gobierno nigeriano anunció que Corea del Norte había acordado vender su tecnología de misiles, pero un mes después Nigeria rechazó el acuerdo bajo presión estadounidense.

## Respuestas internacionales

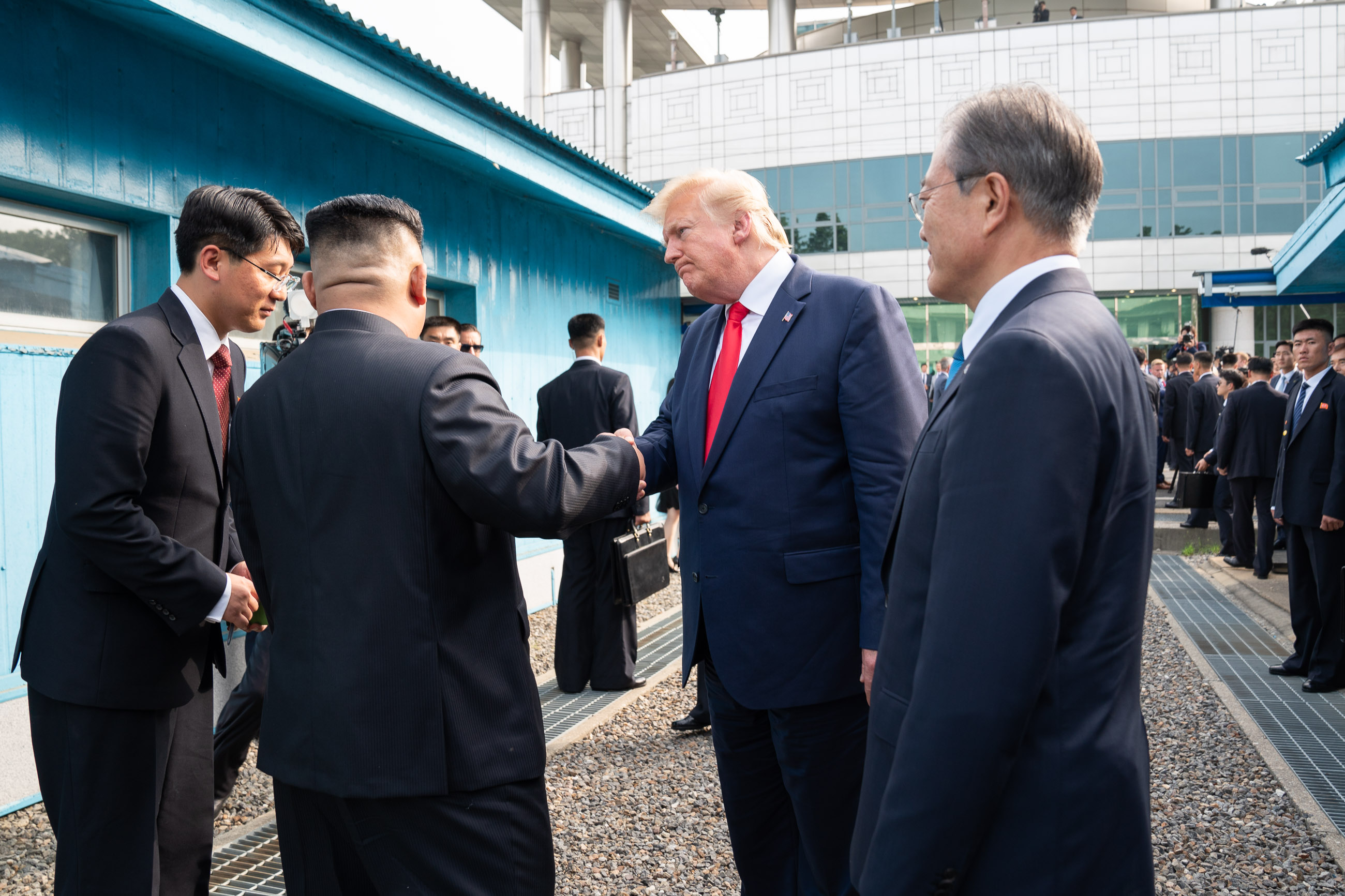
El presidente de Estados Unidos, Donald Trump, el presidente de Corea del Norte, Kim Jong Un, y el presidente de Corea del Sur, Moon Jae-in, en la zona desmilitarizada en 2019

En la década de 1990, Estados Unidos negoció el Agreed Framework para congelar el programa de armas nucleares de Corea del Norte mientras impulsaba la desnuclearización de la península de Corea. Todo esto fracasó cuando en 2002 salió a la luz el programa clandestino de enriquecimiento de uranio de Corea del Norte, tras lo cual China convocó el Diálogo de los Seis para negociar un proceso paso a paso hacia la desnuclearización. Las conversaciones se estancaron después de múltiples pruebas nucleares y de misiles de Corea del Norte, lo que llevó a un aumento de las sanciones internacionales contra Corea del Norte, incluida una serie de resoluciones de sanciones impuestas por el Consejo de Seguridad de las Naciones Unidas. En 2018, los presidentes Moon Jae-in de Corea del Sur y Donald Trump de Estados Unidos mantuvieron una serie de cumbres con Kim Jong Un que dieron lugar a declaraciones a favor de la desnuclearización de la península de Corea.

## Inspecciones internacionales
El 31 de octubre de 2018, el legislador Kim Min-ki del gobernante Partido Democrático de Corea del Sur emitió una declaración revelando que funcionarios del Servicio de Inteligencia Nacional de Corea del Sur habían observado varios de los sitios de pruebas nucleares y de misiles de Corea del Norte y que ahora estaban listos para las próximas inspecciones internacionales. Kim también declaró que el sitio de pruebas nucleares norcoreano de Punggye-ri, ahora inactivo, y el campo de lanzamiento del satélite Sohae estaban incluidos en estas observaciones. La visita de los funcionarios de inteligencia coincidió con el Acuerdo de Pyongyang de septiembre de 2018, en el que el líder norcoreano Kim Jung-Un acordó cerrar Sohae y permitir que expertos internacionales observaran el desmantelamiento del sitio de pruebas de motores de misiles y una plataforma de lanzamiento. Los expertos internacionales también podrán presenciar el desmantelamiento de otros sitios de pruebas nucleares y de misiles de Corea del Norte. Yongbyon, la principal instalación nuclear de Corea del Norte, también ha estado inactiva durante el último año, pero aún no ha cerrado por completo.